# أوتيس (ماساتشوستس)
أوتيس (بالإنجليزية: Otis, Massachusetts) هي بلدة أمريكية تقع في الولايات المتحدة في مقاطعة بيركشاير (ماساتشوستس). يقدر عدد سكانها بـ 1,612 نسمة ومساحتها 98.5 كم2 وترتفع عن سطح البحر 372 متر.